# الدوري الألماني الشرقي 1954–55
الدوري الألماني الشرقي 1954–55 هو الموسم 8 من  الدوري الألماني الشرقي. أقيم بتاريخ 5 سبتمبر 1954، وأشرف على تنظيمه الاتحاد الأوروبي لكرة القدم، وكان عدد الأندية المشاركة فيه  14، وفاز فيه FC Rot-Weiß Erfurt ‏.